# Halysidota semibrunnea
Halysidota semibrunnea är en fjärilsart som beskrevs av Druce 1906. Halysidota semibrunnea ingår i släktet Halysidota och familjen björnspinnare. Inga underarter finns listade i Catalogue of Life.